# Kaifu Daoning
Kaifu Daoning (chiń. 開福道寧, pinyin Kāifú Dàoníng; kor. 개복도 Kaebok Toyǒng; jap. Kaifuku Dōnei; wiet. Khai Phúc Đạo Ninh; ur. 1053, zm. 1113) – chiński mistrz chan z frakcji yangqi szkoły linji.

## Życiorys
Kaifu pochodził z Wuyuan, znajdującego się w pobliżu granicy pomiędzy współczesnymi prowincjami Anhui i Jiangxi.
Według Wudeng Huiyuan, jako młody człowiek udał do klasztoru, aby się wykąpać. Przypadkiem usłyszał recytujących Diamentową sutrę mnichów. Natychmiast zapomniał, gdzie w ogóle jest, a jego stopy zanurzyły się we wrzątku, co dało mu głęboki wgląd we własną naturę.
Po tym wydarzeniu opuścił dom rodzinny i rozpoczął praktykę chan na górze Jiang w pobliżu Nankinu. Jego nauczycielem był mistrz chan Xuedou Laoliang. Po jakimś czasie rozpoczął jednak wędrówkę i praktykował u wielu znanych mistrzów tego okresu.
W końcu natrafił na mistrza Wuzu Fayana. Pod jego kierunkiem osiągnął oświecenie, po wysłuchaniu objaśnień mistrza do dwóch gong’anów: „Wu mistrza Zhaozhou Congshena” i „Wiadro Nanyanga”. Wydarzenie to zaszło w klasztorze Bailian (Białego lotosu).
W 1109 r. gubernator Tanzhou zaprosił Kaifu do objęcia obowiązków opata w klasztorze Kaifu.
4 dnia 11 miesiąca 1113 r. Kaifu wykąpał się. Następnego dnia wygłosił popołudniową mowę, w której zachęcał swoich uczniów do pilnego kontynuowania praktyki. Szczerze ich pożegnał. W trakcie zachodu słońca usiadł w medytacyjnej postawie i zmarł.
Relikwie (śarira) znalezione po kremacji, zostały umieszczone w stupie.

## Znaczenie mistrza
Mistrz należał do bardzo ważnej linii przekazu Dharmy szkoły linji, która została zapoczątkowana przez niego. W czwartym pokoleniu tej linii przekazu wyróżnił się mistrz chan Wumen Huikai (1183–1260), którego dziełem jest słynny zbiór gong’anów Wumenguan. Wreszcie ta linia przekazu została przeniesiona do Japonii przez Shinchiego Kakushina (1207–1298).

## Linia przekazu Dharmy zen
Pierwsza liczba oznacza liczbę pokoleń od Pierwszego Patriarchy chan w Indiach Mahakaśjapy.
Druga liczba oznacza liczbę pokoleń od Pierwszego Patriarchy chan w Chinach Bodhidharmy.
Trzecia liczba oznacza początek nowej linii przekazu w innym kraju.
- 45/18 Yangqi Fanghui (992–1049) odgałęzienie yangqi
  - 46/19 Baiyun Shouduan (1025–1072)
    - 47/20 Wuzu Fayan (1024–1104)
      - 48/21 Kaifu Daoning (1053–1113)
        - 49/22 Yue’an Shanguo (1979–1152)
          - 50/23 Laona Zudeng (Dahong Zuzheng) (bd)
            - 51/24 Yuelin Shiguan (1143–1217)
              - 52/25 Wumen Huikai (1183–1260)
                - 53/26 Zhangsan (bd)
                - 53/26/1 Shinchi Kakushin (1207–1280) Japonia linia przekazu hottō
                  - 54/27/2 Kohō Kakumyō (1271–1361)
                    - 55/28/3 Jiun Myōi (1273–1345)
                    - 55/28/3 Bassui Tokushō (1327–1387)
                      - 56/29/4 Shunō Reizan (1344–1408)